# Охле (Великопольське воєводство)
Охле (пол. Ochle) — село в Польщі, у гміні Коло Кольського повіту Великопольського воєводства.
Населення — 295 осіб (2011).
У 1975-1998 роках село належало до Конінського воєводства.

## Демографія
Демографічна структура станом на 31 березня 2011 року:
|          | Загалом | Допрацездатний вік | Працездатний вік | Постпрацездатний вік |
| -------- | ------- | ------------------ | ---------------- | -------------------- |
| Чоловіки | 154     | 35                 | 94               | 25                   |
| Жінки    | 141     | 24                 | 80               | 37                   |
| Разом    | 295     | 59                 | 174              | 62                   |